# Swainsboro
Swainsboro is een plaats (city) in de Amerikaanse staat Georgia, en valt bestuurlijk gezien onder Emanuel County.

## Demografie
Bij de volkstelling in 2000 werd het aantal inwoners vastgesteld op 6943.
In 2006 is het aantal inwoners door het United States Census Bureau geschat op 7532, een stijging van 589 (8.5%).

## Geografie
Volgens het United States Census Bureau beslaat de plaats een oppervlakte van
32,9 km², waarvan 32,1 km² land en 0,8 km² water. Swainsboro ligt op ongeveer 81 m boven zeeniveau.

## Plaatsen in de nabije omgeving
De onderstaande figuur toont nabijgelegen plaatsen in een straal van 24 km rond Swainsboro.